# Iráni férfi vízilabda-válogatott
Az iráni férfi vízilabda-válogatott Irán nemzeti vízilabda csapata, amelyet az Iráni Amatőr Úszó Szövetség irányít. Első nemzetközi győzelmét 1974-ben aratta az Ázsiai Játékokon.

## Eredmények

### Olimpiai játékok
- 1976: 12. hely

### Világbajnokság
- 1975: 15. hely
- 1998: 15. hely

### Világkupa
- 2010: 8. hely

### Ázsiai Játékok
- 1970: 4. hely
- 1974:  Aranyérmes
- 1986: 4. hely
- 1990: 6. hely
- 1994: 4. hely
- 1998: 5. hely
- 2002: 4. hely
- 2006: 4. hely

### Ázsia-kupa
- 2010:  Ezüstérmes
- 2012:  Bronzérmes
- 2013:  Aranyérmes

### Iszlám Szolidaritási Játékok
- 2005 : 4. hely

## Edzők
- Ante Nakić
- Neven Kovačević
- Stanislav Pivovarov (2010)
- Paolo Malara (2011)
- Roman Poláčik (2011–2012)
- Paolo Malara (2013–2014)
- Lutz Müller (2014–)